# Fuerza Aérea de Yibuti
La Fuerza Aérea de Yibuti (FAY) es el componente aéreo de las fuerzas armadas de Yibuti. La FAY fue establecida como parte de las Fuerzas Armadas de Yibuti, después de que el país africano obtuvo su independencia el 27 de junio de 1977.

## Introducción
Sus tareas en tiempos de paz son la vigilancia del espacio aéreo yibutiano, las patrullas fronterizas, los vuelos de identificación y la prestación de apoyo a las fuerzas terrestres, así como la asistencia a las operaciones civiles durante las emergencias nacionales. Inicialmente, la FAY tenía tres aviones de transporte Nord Noratlas, así como un helicóptero francés Aérospatiale Alouette II. La FAY tiene el mandato de proteger el espacio aéreo de Yibuti y ayudar al Ejército de Yibuti.

## Historia

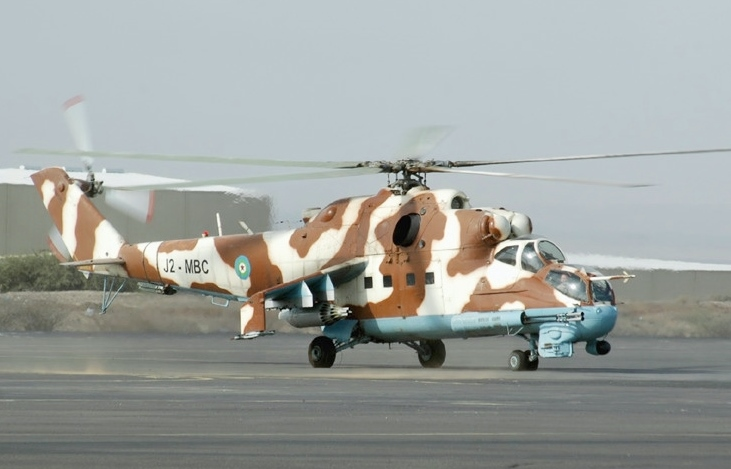
Un helicóptero Mi-35 de Yibuti en la pista de rodaje.

Yibuti obtuvo su independencia en 1977, pero sus primeras bases aéreas fueron establecidas en 1932 por la Fuerza Aérea Francesa. Tras un acuerdo bilateral firmado entre los gobiernos de Yibuti y Francia en 1978, los aviadores yibutianos comenzaron a entrenarse con la ayuda de personal técnico y pilotos franceses. En 1982, la Fuerza Aérea de Yibuti se complementó con dos helicópteros Eurocopter AS355 Écureuil 2 y un Cessna 206, seguidos en 1985 por un Cessna 402C Utiliner. En 1985, el Aérospatiale Alouette III fue retirado de servicio y puesto en exhibición en la base aérea de Ambouli, nombre que recibe el aeropuerto de Yibuti. Dos años más tarde, los tres Nord Noratlas también fueron abandonados y devueltos posteriormente a Francia. El nuevo equipamiento llegó en 1991 con el Cessna 208 Caravan seguido por aeronaves rusas a principios de los noventa. Incluían cuatro helicópteros Mil Mi-2, seis Mil Mi-8 y dos Mil Mi-17 y un avión de transporte ligero ucraniano con capacidades STOL Antonov An-28. Los aviadores yibutianos fueron enviados al extranjero para entrenarse en países como Francia, Estados Unidos, la Unión Soviética, Egipto y Marruecos. Después de su formación, muchos de estos hombres se convirtieron en los principales instructores y pilotos del país. En 2018, la Fuerza Aérea yibutiana contaba con 360 efectivos y operaba una pequeña cantidad de aviones de transporte y helicópteros. Yibuti posee vehículos aéreos no tripulados, incluidos drones de ataque, vigilancia y reconocimiento. En 2022, Yibuti adquirió una cantidad desconocida de drones turcos Bayraktar TB2.

## Aeronaves

### Aviones
| Aeronave            | Fotografía          | Origen              | Tipo                    | Fabricante                                |
| Aviones utilitarios | Aviones utilitarios | Aviones utilitarios | Aviones utilitarios     | Aviones utilitarios                       |
| ------------------- | ------------------- | ------------------- | ----------------------- | ----------------------------------------- |
| Cessna 208 Caravan  |                     | Estados Unidos      | Avión utilitario        | Cessna                                    |
| Harbin Y-12         |                     | China               | Avión utilitarioSTOL    | Harbin Aircraft Manufacturing Corporation |
| Aviones de línea    |                     |                     |                         |                                           |
| Xian MA60           |                     | China               | Avión de línea regional | Xi'an Aircraft Industrial Corporation     |

### Helicópteros
| Aeronave                           | Fotografía               | Origen                   | Tipo                              | Fabricante                                |
| Helicópteros utilitarios           | Helicópteros utilitarios | Helicópteros utilitarios | Helicópteros utilitarios          | Helicópteros utilitarios                  |
| ---------------------------------- | ------------------------ | ------------------------ | --------------------------------- | ----------------------------------------- |
| Eurocopter AS355 Ecureuil 2        |                          | Francia                  | Helicóptero utilitario            | Airbus Helicopters                        |
| Eurocopter AS565 Panther           |                          | Francia                  | Helicóptero utilitario            | Airbus Helicopters                        |
| Harbin Z-9                         |                          | China                    | Helicóptero utilitario            | Harbin Aircraft Manufacturing Corporation |
| Helicópteros de transporte militar |                          |                          |                                   |                                           |
| Mil Mi-8                           |                          | Rusia                    | Helicóptero de transporte militar | Fábrica de helicópteros Mil de Moscú      |
| Helicópteros de ataque             |                          |                          |                                   |                                           |
| Mil Mi-24                          |                          | Rusia                    | Helicóptero de ataque             | Fábrica de helicópteros Mil de Moscú      |

### Drones
| Aeronave      | Fotografía | Origen  | Tipo     | Fabricante |
| Drones        | Drones     | Drones  | Drones   | Drones     |
| ------------- | ---------- | ------- | -------- | ---------- |
| Bayraktar TB2 |            | Turquía | MALEUCAV | Baykar     |

## Graduación militar

### Generales
| Grado militar       | Insignia | Rangos OTAN |
| ------------------- | -------- | ----------- |
| Teniente General    |          | OF-8        |
| General de Ejército |          | OF-7        |
| General de División |          | OF-6        |
| General de Brigada  |          | OF-5        |

### Oficiales y cadetes
| Grado militar    | Insignia | Rangos OTAN |
| ---------------- | -------- | ----------- |
| Coronel          |          | OF-4        |
| Teniente coronel |          | OF-4        |
| Comandante       |          | OF-3        |
| Capitán          |          | OF-2        |
| Teniente         |          | OF-1        |
| Alférez          |          | OF-1        |
| Cadete           |          | OF-D        |

### Suboficiales y tropa
| Grado militar    | Insignia | Rangos OTAN |
| ---------------- | -------- | ----------- |
| Sargento mayor   |          | OR-6        |
| Sargento primero |          | OR-5        |
| Sargento         |          | OR-4        |
| Cabo primero     |          | OR-3        |
| Cabo             |          | OR-2        |
| Soldado          |          | OR-1        |